# Sigrid Wegner-Korfes
Sigrid Wegner-Korfes (* 28. Juli 1933 in Potsdam; † 15. März 2004) war eine deutsche Historikerin. Sie beschäftigte sich überwiegend mit den deutsch-russischen Beziehungen von 1870 bis 1900.

## Leben
Sigrid Wegner-Korfes war die älteste Tochter des Generalmajors Otto Korfes, dem Mitbegründer des Bund Deutscher Offiziere. Nach dem Abitur studierte sie Geschichte an der Universität Leipzig. Von 1954 bis 1959 studierte sie an der Lomonossow-Universität in Moskau. An der Humboldt-Universität zu Berlin promovierte sie bei Eduard Winter mit dem Thema Bismarcks Draht nach Rußland .... Ab 1972 wirkte sie als wissenschaftliche Mitarbeiterin des Zentralinstitutes für Geschichte. Ab 1986 arbeitete sie für das Institut für allgemeine Geschichte der Akademie der Wissenschaften der DDR bis zur Abwicklung 1990.

## Schriften (Auswahl)
- Blutsonntag 1905. Fanal der Revolution. (Illustrierte historische Hefte: Heft 5), Deutscher Verlag der Wissenschaften, Berlin 1976, DNB 790324431.
- Friedrich-Werner Graf von der Schulenburg. Botschafter Nazideutschlands und Mitverschwörer des 20. Juli 1944. In: Olaf Groehler (Hrsg.): Alternativen: Schicksale deutscher Bürger. Verlag der Nation, Berlin 1987, ISBN 3-373-00002-5
- Realpolitische Haltungen bei Offizieren der Familien Mertz von Quirnheim, Korfes und Dieckmann, in: Zeitschrift für Militärgeschichte, Berlin (DDR) Heft 3, Jg. 25, 1986
- Otto von Bismarck und Russland. Des Reichskanzlers Russlandpolitik und sein realpolitisches Erbe in der Interpretation bürgerlicher Politiker (1918–1945). Berlin 1990. (Deutung der Bismarckschen Außenpolitik im Sinne der marxistischen Geschichtswissenschaft)
- "Weimar – Stalingrad – Berlin", Das Leben des deutschen Generals Otto Korfes. Verlag der Nation, Berlin 1994, ISBN 978-3-373-00463-9